# Saleh al-Haddad
Saleh Abdelaziz al-Haddad (arabisch صالح عبد العزيز الحداد, DMG Ṣāliḥ ʿAbd al-ʿAzīz al-Ḥaddād; * 7. April 1986) ist ein ehemaliger kuwaitischer Leichtathlet, der sich auf den Weitsprung spezialisiert hat.

## Sportliche Laufbahn
Erste internationale Erfahrungen sammelte Saleh al-Haddad vermutlich im Jahr 2003, als er bei den Jugendweltmeisterschaften im kanadischen Sherbrooke mit 6,62 m und 13,77 m jeweils in der Qualifikationsrunde im Weit- und Dreisprung ausschied und mit der kuwaitischen Sprintstaffel (1000 Meter) mit 2:02,77 min den Finaleinzug verpasste. Im Jahr darauf siegte er mit 7,49 m bei den Arabischen Juniorenmeisterschaften im Weitsprung und belegte anschließend bei den Panarabischen Spielen in Algier mit 7,19 m den neunten Platz. 2005 gelangte er bei den Asienmeisterschaften in Incheon mit 7,46 m auf den achten Platz und kurz darauf gewann er bei den Arabischen Meisterschaften in Radès mit 7,63 m die Bronzemedaille hinter dem Algerier Issam Nima und Ahmed Fayez Marzouk aus Saudi-Arabien. Im November gewann er bei den Hallenasienspielen in Bangkok mit 7,52 m die Silbermedaille hinter dem Kasachen Roman Walijew und kurz darauf siegte er mit 7,50 m bei den Westasienspielen in Doha. Im Jahr darauf sicherte er sich bei den Hallenasienmeisterschaften in Pattaya mit 7,52 m die Bronzemedaille hinter dem Chinesen Zhang Xin und Daisuke Arakawa aus Japan. Im Dezember nahm er erstmals an den Asienspielen in Doha teil und gewann dort mit 7,88 m die Silbermedaille hinter dem Saudi-Araber Hussein al-Sabee.
2007 gewann er bei den Arabischen Meisterschaften in Amman mit 7,70 m die Bronzemedaille hinter dem Saudi-Araber Mohamed Salman al-Khuwalidi und Tarik Bouguetaïb aus Marokko. Anschließend gewann er bei den Asienmeisterschaften ebendort mit windunterstützten 8,05 m die Silbermedaille hinter Mohamed Salman al-Khuwalidi und belegte mit der kuwaitischen 4-mal-100-Meter-Staffel in 41,65 s den achten Platz. Im Oktober wurde er dann bei den Hallenasienspielen in Macau mit 7,49 m Vierter. Im Jahr darauf gewann er bei den Hallenasienmeisterschaften in Doha mit 7,88 m die Silbermedaille hinter dem Saudi al-Khuwalidi und verpasste anschließend bei den Hallenweltmeisterschaften in Valencia mit 7,52 m den Finaleinzug. 2009 schied er bei den Hallenasienspielen in Hanoi mit 7,04 s in der Vorrunde im 60-Meter-Lauf aus und belegte mit 7,60 m den fünften Platz im Weitsprung. Anschließend gelangte er bei den Asienmeisterschaften in Guangzhou mit 7,35 m auf den achten Platz im Weitsprung. 2011 siegte er mit 7,83 m bei den Panarabischen Spielen in Doha und belegte mit der Staffel in 41,04 s den vierten Platz. Im Jahr darauf brachte er bei den Hallenasienmeisterschaften in Hangzhou keinen gültigen Versuch zustande und 2013 gewann er bei den Islamic Solidarity Games in Palembang mit 7,66 m die Bronzemedaille hinter dem Saudi-Araber Ahmed Fayez Marzouk und Mohammad Arzandeh aus Iran. Im Jahr darauf siegte er bei den Hallenasienmeisterschaften in Hangzhou mit einem Sprung auf 7,94 m. Im September gelangte er dann bei den Asienspielen in Incheon mit 7,30 m auf Rang 13. 2015 siegte er mit 7,96 m bei den Arabischen Meisterschaften in Manama und anschließend wurde er bei den Asienmeisterschaften in Wuhan mit 7,29 m Zehnter. Im Jahr darauf belegte er bei den Hallenasienmeisterschaften in Doha mit 7,60 m den siebten Platz und im Juni 2018 bestritt er seinen letzten offiziellen Wettkampf und beendete daraufhin seine aktive sportliche Karriere im Alter von 32 Jahren.
In den Jahren 2009, 2015 und 2016 wurde al-Haddad kuwaitischer Meister im Weitsprung sowie 2009 auch im Dreisprung.

## Persönliche Bestleistungen
- 100 Meter: 10,82 s, 16. Februar 2009 in Kuwait
  - 60 Meter (Halle): 6,78 s, 12. Februar 2009 in Teheran
- Weitsprung: 8,02 m (−0,9 m/s), 5. Mai 2000 in Kuwait (kuwaitischer Rekord)
  - Weitsprung (Halle): 7,94 m, 15. Februar 2014 in Hangzhou (kuwaitischer Rekord)
- Dreisprung: 15,60 m (+0,5 m/s), 7. Mai 2009 in Kuwait